# SER Chapadão
SER Chapadão, ook wel als SERC bekend is een Braziliaanse voetbalclub uit Chapadão do Sul in de staat Mato Grosso do Sul.

## Geschiedenis
De club werd opgericht in 1981 en speelde in 1991 voor het eerst in de hoogste klasse van het Campeonato Sul-Mato-Grossense. De club speelde er drie jaar in de middenmoot en na een jaar onderbreking keerden ze terug in 1995. Ze plaatsten zich voor de tweede fase en werden daar vierde waardoor ze zich voor de halve finale om de titel plaatsten. Daar werd groepswinnaar Operário verslagen en in de finale won de club ook twee keer van Cassilandense en werd zo voor het eerst staatskampioen. De club nam pas in 1998 opnieuw deel aan de competitie en speelde weer de finale om de titel, die ze verloren van Ubiratan. Bij de volgende deelname in 2002 verloren ze in de halve finale van Comercial. In 2003 won de club de finale tegen CENE en werd zo voor de tweede keer staatskampioen en mocht daarom ook deelnamen aan de Série C, waar ze zich plaatsten voor de tweede fase. Daar schakelden ze Tocantinópolis uit. In de derde fase speelden ze twee keer gelijk tegen Palmas, maar werden uitgeschakeld op basis van de uitdoelpuntregel. Ze mochten ook deelnemen aan de Copa do Brasil in 2004 en verloren daar van topclub Grêmio. Een jaar later namen ze opnieuw deel aan de Copa en werden nu tegen Grêmio's stadsgenoot Internacional geloot en verloren ook daar meteen van. 
In 2004 was er geen eindronde om de titel en eindigde de club samen met CENE eerste, maar de titel ging naar CENE door een beter doelsaldo. Ze mochten wel naar de Série C maar werden daar meteen uitgeschakeld. Na een derde plaats in 2005 speelden ze het jaar erop opnieuw de finale. Beide keren eindigde het gelijk en Coxim kreeg de titel toegewezen door een beter resultaat in de competitie, wel mochten ze nog naar de Série C waar ze echter meteen uitgeschakeld werden. In 2007 schakelde CENE hen uit in de halve finale. Ze namen dat jaar ook opnieuw deel aan de Copa en verloren nu in de eerste ronde van Portuguesa. In 2008 trok de club zich terug uit protest dat zes teams uit de tweede klasse promoveerden naar de hoogste klasse. De club keerde twee jaar later terug en bereikte weer de halve finale, waar ze verloren van Naviraiense. Nadat ze in 2011 in de eerste ronde uitgeschakeld werden konden ze opnieuw de halve finale bereiken in 2012, die ze verloren van Águia Negra. 
In 2013 volgde een degradatie. Het jaar erop wonnen ze de finale in de tweede klasse van Corumbaense en promoveerde zo terug naar de hoogste klasse. Datzelfde Corumbaense schakelde de club in 2015 uit in de kwartfinale. In 2016 was het Sete de Dourados die de club in de kwartfinale wipte. In 2017 degradeerde de club, maar ze konden na één seizoen terugkeren.

## Erelijst
Campeonato Sul-Mato-Grossense
1995, 2003